# 普熱梅斯瓦夫二世

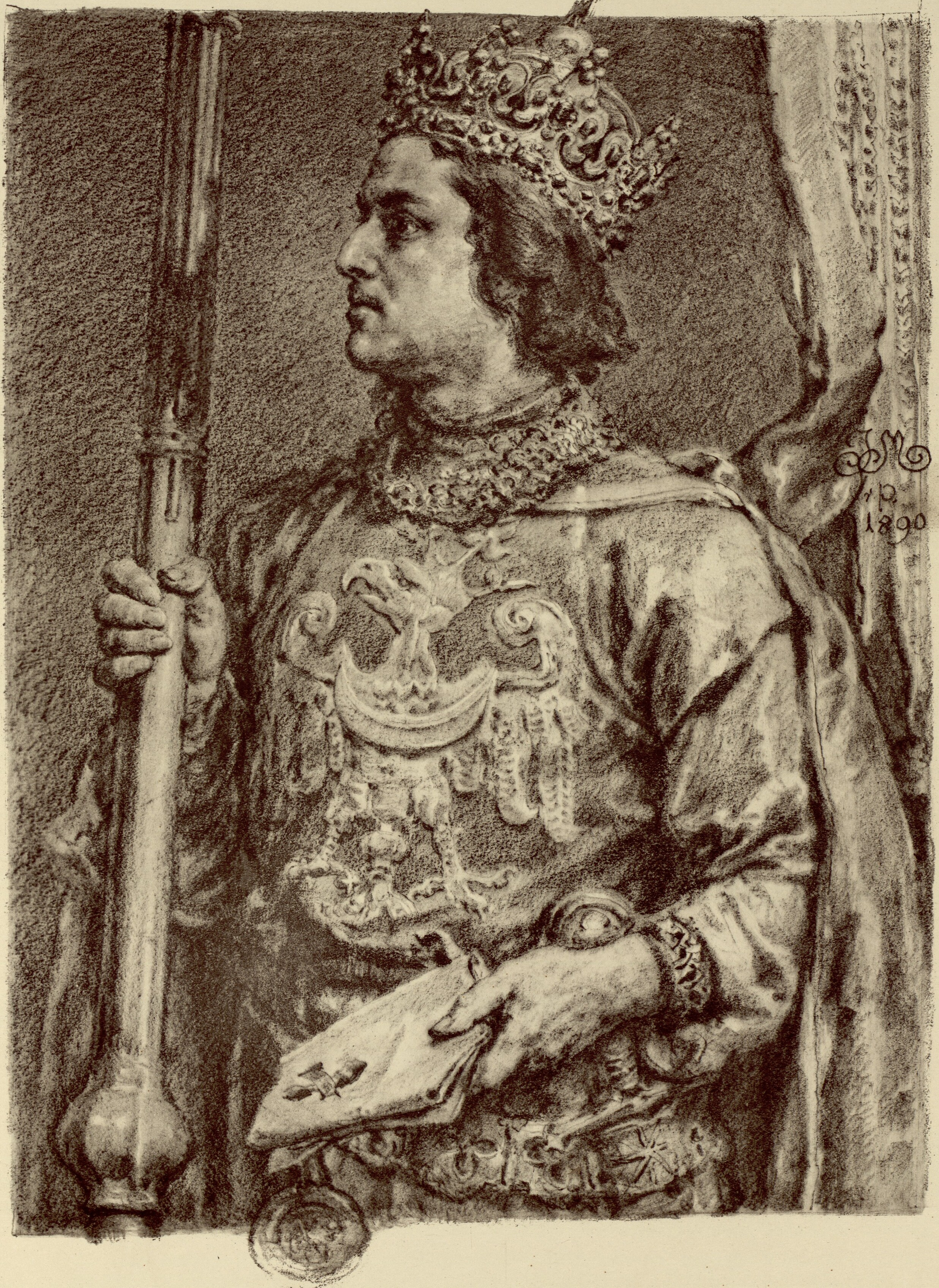
19世紀揚·馬泰伊科所畫繪像。

普熱梅斯瓦夫二世（波蘭語：Przemysł II，波蘭語發音：[ˈpʂɛmɨsw] ⓘ；1257年10月14日—1296年），波蘭皮亞斯特王朝波茲南公爵（1257年－1279年）、大波蘭公爵（1279年－1296年）、波蘭最高的公爵克拉科夫大公（1290年－1291年）、東波美拉尼亞公爵（1294年－1296年）及波蘭國王（1295年－1296年）。經過長期由波蘭最高的公爵統治及兩位名義上的國王（梅什科二世及波列斯瓦夫二世）後，普熱梅斯瓦夫二世是第一個獲得世襲國王的名號，從而使波蘭回歸王國地位。

## 生平
普熱梅斯瓦夫二世是大波蘭公爵普熱梅斯瓦夫一世與妻子西里西亞公主弗羅茨瓦夫的伊麗莎白的唯一兒子，是一名遺腹子，所以普熱梅斯瓦夫二世自小由叔父虔誠的波列斯瓦夫撫養，並於1273年開始在父親留下的波茲南公國親政。六年後於1279年在叔父逝世後接管卡利什公國。
在他的統治初期，普熱梅斯瓦夫二世只參與地區事務，首先是與弗羅茨瓦夫公爵亨里克四世密切合作，其後兩人開始互相爭權。這項政策導致著名的薩倫巴家族的叛亂及暫時喪失維隆公國。他與格涅茲諾大主教雅各·史雲卡一起尋求統一皮亞斯特王朝統治的眾公國。出乎意料是於1290年在亨里克四世的遺囑下，他獲得克拉科夫公國並獲得了波蘭最高公爵稱號。然而，沒有來自當地貴族足夠的支持並且在面對波希米亞國王瓦茨拉夫二世與日俱增的威脅下，普熱梅斯瓦夫二世最終決定從小波蘭撤退，然後臣服於普熱米斯爾王朝的統治下。
1293年，由於大主教雅各·史雲卡的調解下，普熱梅斯瓦夫二世加入庫亞維公爵瓦迪斯瓦夫一世和他的弟弟文奇察公爵卡齊米日二世的反波希米亞人聯盟。這個聯盟的目標是收復在波希米亞國王溫塞斯拉斯二世手中的克拉科夫。

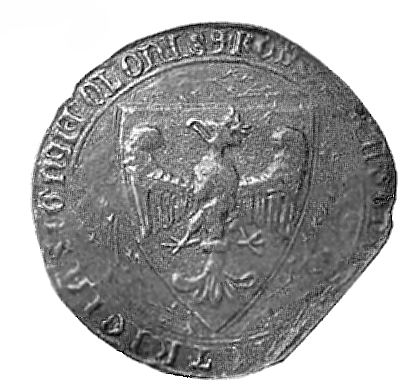
在普熱梅斯瓦夫二世的印章背面的皮亞斯特之鷹(1295年)

1294年，當東波美拉尼亞公爵梅斯特溫二世去世後，根據1282年簽署的肯普諾條約，普熱梅斯瓦夫二世成功繼承波美拉尼亞。因此普熱梅斯瓦夫二世的地位提升，使他於1295年6月26日在格涅茲諾加冕成為波蘭國王，由他的盟友大主教雅各·史雲卡為他加冕。
僅僅9個月後的1296年2月8日，勃蘭登堡藩侯的马尔格雷夫家族在波兰贵族納文奇以及扎伦巴家族的帮助下，对普熱梅斯瓦夫二世的一次绑架未遂事件中将其谋杀。